# Кампот
Кампо́т (кхмер. ខេត្តកំពត; kʰɐet kɑmpɔːt) — провинция (кхет) в южной части Камбоджи. Площадь составляет 4873 км². Административный центр — город Кампот.

## Население
По данным на 2013 год численность населения составляет 605 375 человек. По данным переписи 2008 года население насчитывало 585 850 человек.
Динамика численности населения провинции по годам:
| 1998    | 2005    | 2008    | 2013    |
| ------- | ------- | ------- | ------- |
| 528 405 | 602 624 | 585 850 | 605 375 |

## Административное деление
Территория провинции включает 8 округов (сроков), 92 коммуны (кхум) и 483 деревень (пхум). Список округов:
| Код  | Рус.         | Кхмерск. | Лат.          |
| ---- | ------------ | -------- | ------------- |
| 0701 | Ангкотьей    | អង្គរជ្រៃ   | Angkor Chey   |
| 0702 | Бантеаймеах  | បន្ទាយមាស   | Banteay Meas  |
| 0703 | Чхук         | ឈូក       | Chhuk         |
| 0704 | Тюмкири      | ជុំគីរី      | Chum Kiri     |
| 0705 | Дангтонг     | ដងទង     | Dang Tong     |
| 0706 | Кампонгтрать | កំពង់ត្រាច   | Kampong Trach |
| 0707 | Кампот       | កំពត      | Kampot        |
| 0708 | Кампонгбай   | កំពង់បាយ    | Kampong Bay   |

## Экономика

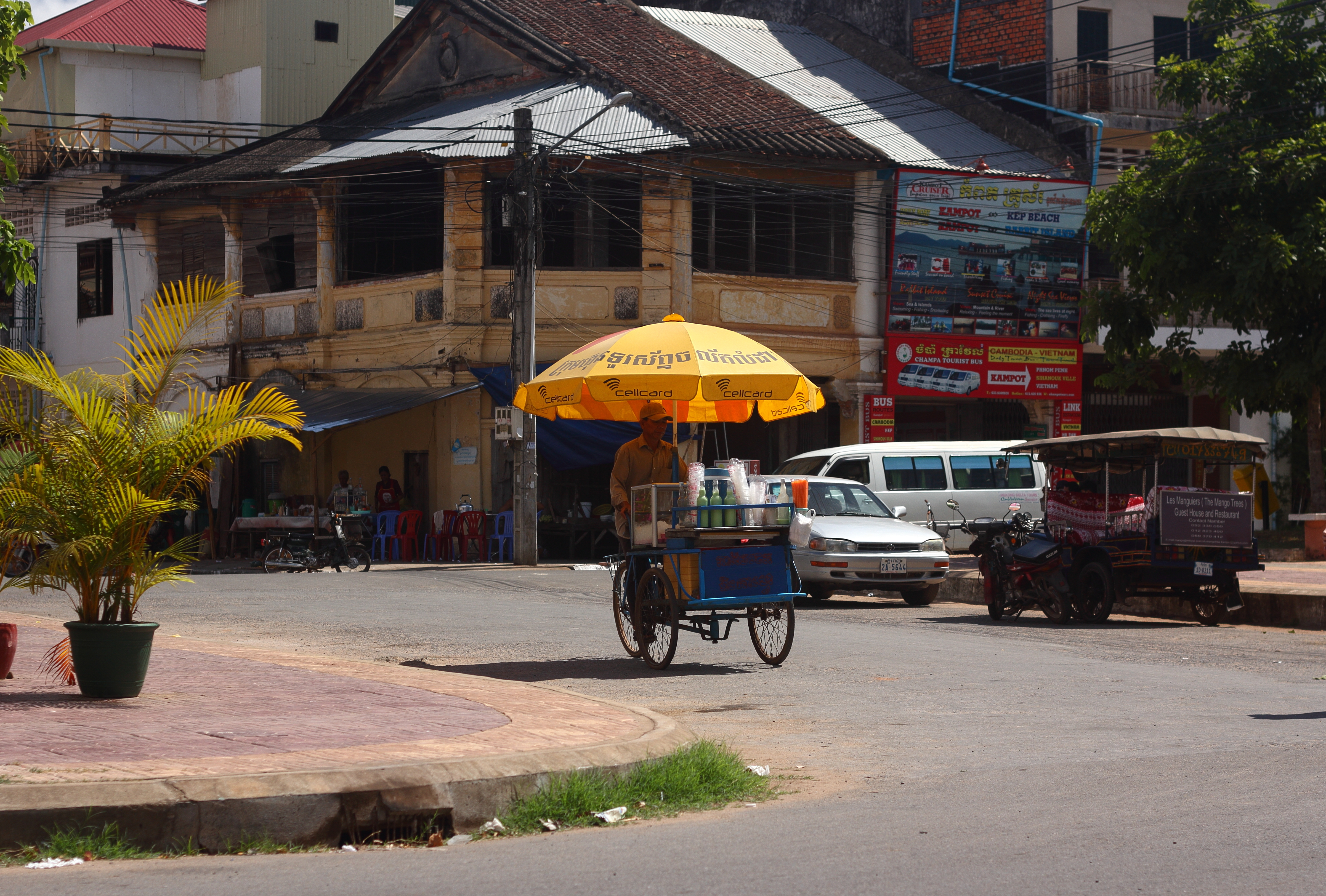
Город Кампот, развозчик напитков.

Основа экономики провинции — сельское хозяйство. В провинции возделывается рис, овощи, фрукты и знаменитый кампотский перец. Важное значение имеет рыболовство и разведение птицы. Производится морская соль и рыбный соус. Развивается туризм. В городе Кампоте действует цементный завод.

## Транспорт
Административный центр провинции город Кампот связан с Пномпенем и Сиануквилем Национальным шоссе № 3; расстояние от Кампота до Пномпеня — 150 км, до Сиануквиля — 100 км. По территории провинции также проходит строящаяся железная дорога от Пномпень—Сиануквиль. В октябре 2010 года по ней открыто грузовое движение до Тукмеах (округ Бантеаймеах, провинция Кампот). Ожидается, что в 2011 году будет открыто движение до Сиануквиля.

## Туризм
Провинция Кампот является одним из популярных мест для туристов в Камбодже. Административный центр Кампот — очаровательный городок, расположенный на берегах одноименной реки, застроенный французскими колониальными виллами. Другие достопримечательности провинции:
- Национальный парк Бокор
- водопады Попоквиль и Тык Чху
- пещерные доангкорские храмы
- приморское местечко Каеп полностью окружено территорией провинции Кампот